# Tatiná
Tatiná település Csehországban, a Észak-plzeňi járásban. Tatiná Horní Bělá, Nekmíř, Krašovice, Žilov és Trnová településekkel határos. Lakosainak száma 253 fő (2024. január 1.).

## Népesség
A település lakosságának változását az alábbi diagram mutatja:
| Lakosok száma | 185  | 240  | 307  | 262  | 231  | 236  | 250  | 248  | 248  | 253  |
|               | 1869 | 1900 | 1921 | 1961 | 1980 | 2011 | 2016 | 2019 | 2021 | 2024 |